# Constantin Moisil
Constantin C. Moisil (n. 8 decembrie 1876, Năsăud, Austro-Ungaria – d. 20 octombrie 1958, București, România) a fost un profesor de istorie, arheolog și numismat român, directorul Cabinetului Numismatic al Academiei, fiul lui Constantin Gr. Moisil. În anul 1948 a fost ales membru de onoare al Academiei Române.
A fost părintele numismaticii românești, punând bazele primei școli din România, care studiază monedele.
De asemenea, a fost și șeful Arhivelor Naționale.
A fost nepotul vicarului unit Grigore Moisil și tatăl matematicianului Grigore C. Moisil. Iuliu Moisil (1859-1947) a fost unchiul lui.

## Distincții
- Ordinul Muncii clasa I (31 decembrie 1956) „cu prilejul împlinirii a 90 de ani de la înființarea Societății Academice Romîne, pentru merite deosebite in muncă”[6]

## Lucrări publicate

### Cărți
- Portretele monetare ale Regelui Carol I (București, 1939)

### Articole
- Monede vechi românești găsite în Dobrogea - Tezaurul de la Bădila, în C.L., XL (1906), 12, p. 1117 - 1122;
- Numismatica Dobrogei, în "Arhiva Dobrogei", I (1916), p. 112-123;
- Monedele dacilor, în BSNR, XV (1920), p. 58-78;
- Primele peceți cu stemele unite ale Moldovei și Țării Românești, ibidem (1923), p. 60-63;
- Monetăria Țării Românești în timpul dinastiei Basarabilor, în AIINC, III (1924-1925), p. 107-159;
- Monedele Împăratului Traian referitoare la războaiele cu dacii și cucerirea Dciei, în BSNR, XXIII (1929), p. 11-38;
- Bănăria lui Dabija-Vodă, ibidem, XXIV (1930), p. 53-79;
- Efigiile monetare ale Domnilor români, ibidem, XXV (1931), p. 126-142;
- Monedele și decorațiile României, în "Enciclopedia României", I, 1938, p. 85-125;
- Din istoria școlii de arhivistică, în "Hrisovul", I (1941), p. 11-45;
- Mihail C. Soutzo, în "Balcanica", IV (1941), p. 479 - 502;
- Les tetradrachmes de Thasos et de Macedonie I-ere et leur circulation en Dacie, în "Balcania", VII (1944), 1, p. 3-22;
- O pagină de heraldică românească veche, în "Buletin științific", I (1948-1949), p. 151-162;
- Problema monedelor dace, ibidem, p. 19-27 și 2-4 (1950), p. 53-65;
- Ponduri inedite sau puțin cunoscute din Histria, Callatis, Tomis, în SCN, I (1957), p. 247-295.